# Museo Artequin Viña del Mar

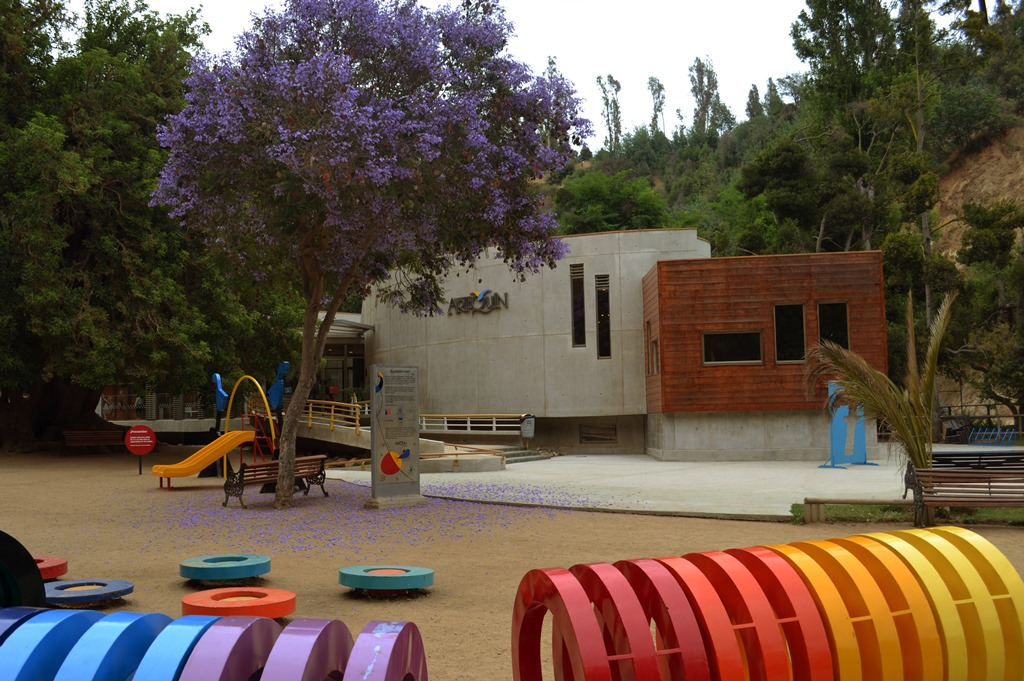
Artequin Viña del Mar en el año 2015.

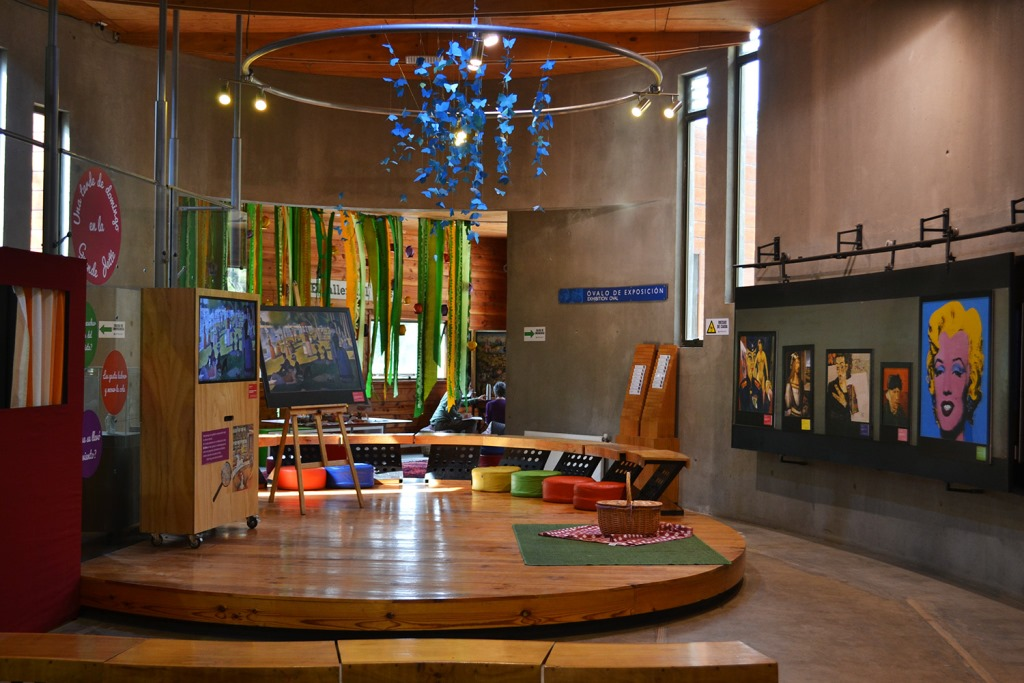
Sala principal de exposición

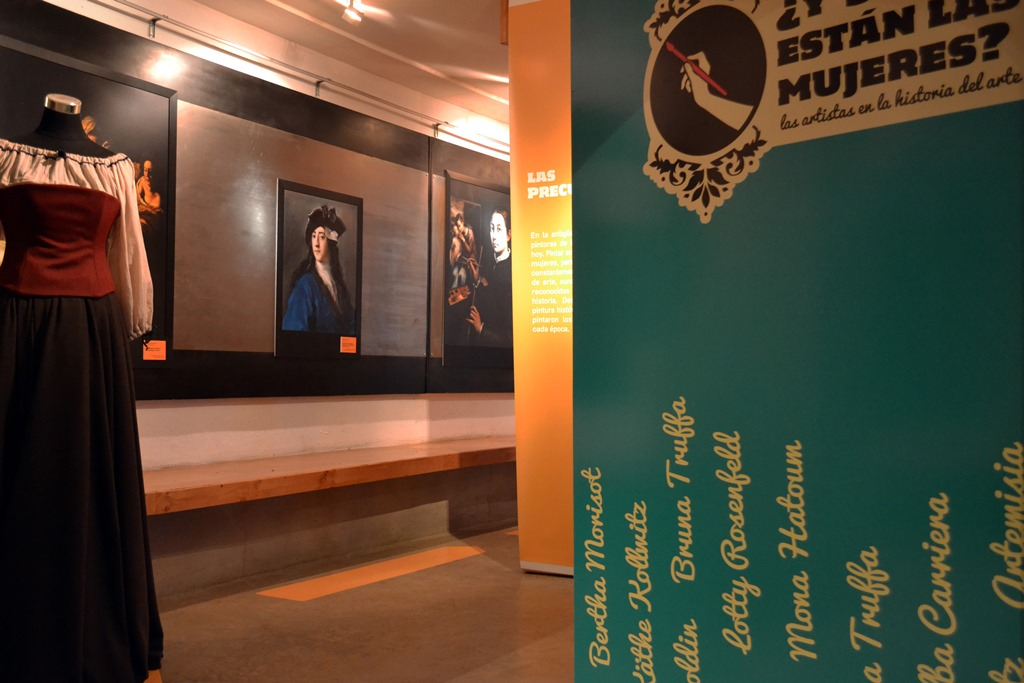
Exposición "¿Y dónde están las mujeres? Las artistas en la historia del arte"

Artequin Viña del Mar es un museo educativo de arte, el cual a través de una metodología participativa, propone incentivar la creatividad en niños y niñas, por medio de visitas grupales, talleres y diferentes experiencias didácticas. Fue inaugurado en septiembre del año 2008 y se encuentra ubicado al interior de la Quinta Vergara, sector Parque Potrerillos, en la ciudad de Viña del Mar, Chile.
Su colección de reproducciones cuenta con obras representativas de artistas fundamentales de la historia del arte universal, reproducciones escultóricas de obras que abarcan desde el arte egipcio al siglo XX, además de una colección de reproducciones de pintura nacional y latinoamericana que conforman las muestras itinerantes.

## Programas educativos y material didáctico
El principal programa educativo del museo son las visitas guiadas, recorridos que se realizan para grupos de colegios o instituciones. Con una duración variable de 60 a 90 minutos, cada visita posee una motivación ―la que habitualmente se desarrolla a través de audiovisuales que el mismo museo produce―, una etapa de diálogo que permite conocer las obras y reflexionar en torno a ellas, y una tercera etapa en la que se realiza un taller de creación. Dirigidas a todos los niveles educativos, proponen un entretenido aprendizaje de la historia del arte a través de actividades guiadas por Licenciadas en Arte y en Educación.
Paralelamente, el museo realiza cursos para docentes, los que buscan entregar herramientas para la enseñanza de las artes visuales en la sala de clases, talleres de arte para grupos de todas las edades durante los fines de semana, e itinerancias, que son colecciones didácticas que trasladan la metodología del museo hacia otras comunas o regiones.
Artequin Viña del Mar produce material didáctico para sus actividades, destacando una gran variedad de audiovisuales para niños y niñas, que buscan ser una motivación hacia diferentes temas del arte, alcanzando una producción de más de 15 películas. Por otra parte, publica libros de arte que también están dirigidos a niñas y niños, entre los que destacan Detectives en el museo: Descubriendo misterios en la pintura (1° edición 2011, 2° edición 2013 y edición especial Mineduc 2017), Prefiero comer un helado que ir al museo (2015), ¿Dónde estás Amarilla? (2016) y Recetario de pintura y comida latinoamericana (2017).

## Exposiciones didácticas
El museo diseña y produce exposiciones didácticas con énfasis en pensar la educación artística para trabajar temas socialmente relevantes, entre las que destacan ¿Cómo Somos? Diversidad Cultural en Latinoamérica (2014), muestra financiada con fondos del III Premio Iberoamericano de Educación y Museos de Ibermuseos, la que tuvo por objetivo fomentar el respeto de niños y niñas hacia la diversidad cultural, a través de una colección de reproducciones de obras de artistas de Latinoamérica y un programa educativo basado en los conceptos de identidad, diversidad, respeto e igualdad; la exposición ¿Y dónde están las mujeres? Las artistas en la historia del arte (2015), financiada con Fondart Nacional, la que a través de reproducciones de obras de artistas de diferentes épocas (desde pintoras barrocas a artistas contemporáneas) buscó valorar la equidad de género con un programa educativo compuesto por recorridos guiados y módulos interactivos, motivando a niñas y niños al diálogo y la reflexión sobre temas de género, roles y estereotipos; y la exposición ¿Qué pasa en el arte actual? Artistas que ya no quieren pintar (2016), muestra que con reproducciones de obras de arte contemporáneo buscó dar a conocer a niñas y niños la instalación, la performance, el arte objetual y la intervención urbana. La actual exposición didáctica es Romper con la tradición. Los movimientos de vanguardias del siglo XX. 

## Reconocimientos
Artequin Viña del Mar obtuvo el primer lugar en el III Premio Iberoamericano de Educación y Museos otorgado por Ibermuseos durante el 2012, como también ha tenido el patrocinio de la Comisión Nacional Chilena de Cooperación con UNESCO para su programa educativo anual en los últimos seis años. A través de proyectos Fondart implementó durante el año 2013 dos nuevos espacios: la Sala de los Sentidos y la Plazoleta Miró, mientras que los años 2012 a 2015 desarrolló proyectos financiados por el Consejo Nacional de la Cultura y las Artes, a través del fondo Fomento al Arte en la Educación, para el desarrollo de itinerancias y creación de material educativo. En los años 2011, 2013 y 2015 obtuvo menciones de honor en el Premio Iberoamericano de Educación y Museos de Ibermuseos (II IV y VI versión respectivamente). El año 2015 el museo recibió el Premio de Educación, Arte y Cultura otorgado por el Consejo Regional de la Cultura y las Artes de Valparaíso. El año 2016 ganó nuevamente el Premio Iberoamericano de Educación y Museos de Ibermuseos en su séptima convocatoria, con el proyecto Generando complicidades: exposiciones educativas creadas con la comunidad, que se realizó durante el 2017.